# Rábade
Rábade er en by og kommune i det nordvestlige Spanien i provinsen Lugo. Den har et indbyggertal på 1.499 (2024) indbyggere.